# Аттенхофер, Карл
Карл Аттенхофер (нем. Carl Attenhofer; 5 мая 1837, Веттинген — 22 мая 1914, Цюрих) — швейцарский композитор, хоровой дирижёр и музыкальный педагог.
Получил первые уроки музыки у Иоганна Даниэля Эльстера, работавшего в окрестностях Веттингена в середине 1840-х годов. В 1857—1858 годах обучался в Лейпцигской консерватории как певец (бас). С 1859 года — учитель музыки, руководитель хора и органист в Мури, затем с 1863 года в Рапперсвиле. В 1866 году обосновался в Цюрихе, руководил городским мужским хором и другими хоровыми коллективами. С 1896 года — заместитель директора Цюрихской консерватории, преподавал хоровое пение, дирижирование и камерный ансамбль; среди его учеников, в частности, Отмар Шёк. Почётный доктор Цюрихского университета (1889). Автор хоровых и вокальных сочинений.